# Jardin des plantes de Lyon
Le jardin des plantes de Lyon est un jardin public et un ancien jardin botanique, situé sur le bas des pentes du quartier de la Croix-Rousse à Lyon, en France. Il est l'ancêtre de l'actuel jardin botanique de Lyon, situé depuis 1857 dans le parc de la Tête d'or.

## Historique
Le botaniste Jean-Emmanuel Gilibert souhaite créer un jardin botanique à Lyon et tente de le créer dans l'actuel quartier des Brotteaux en 1765, mais échoue. La création du jardin est décidée par le département le 20 août 1796. Dès lors, Gilibert en prend la direction et on décide d'installer un jardin de plantes exotiques et indigènes dans le clos de l'Oratoire. Celui-ci est déplacé dans l'ancien couvent des Dames de la Déserte, à son emplacement actuel sur les pentes de la Croix-Rousse.
Vers 1820, le jardin ouvre au public. En 1857, l'exiguïté du terrain et l'impossibilité d'agrandir le jardin poussent le préfet Claude-Marius Vaïsse à déplacer la collection de 4000 plants dans l'actuel parc de la Tête-d'Or, alors en cours d'aménagement. Il s'y trouve encore aujourd'hui sous le nom de jardin botanique de Lyon.
Après le déplacement des collections, plusieurs voies sont tracées dans le jardin :
- la rue des Tables-Claudiennes au nord ;
- l'actuelle rue Lucien-Sportisse, au centre ;
- les actuelles rue Burdeau et rue du Jardin-des-Plantes au sud.

L'espace au sud de la rue Lucien-Sportisse devait être loti, mais finalement seul l'espace au sud de la rue Burdeau l'a été.